# جيراردو أرياس
جيراردو أرياس (بالإسبانية: Gerardo Arias)‏ هو لاعب كرة قدم غواتيمالي في مركز الوسط، ولد في 18 نوفمبر 1985 في ايسكوينتلا في غواتيمالا. شارك مع منتخب غواتيمالا لكرة القدم. أما مع النوادي، فقد لعب مع C.D. Suchitepéquez ‏.

## وصلات خارجية
- جيراردو أرياس على موقع قاعدة بيانات كرة القدم.إي يو (الإنجليزية)
- جيراردو أرياس على موقع ناشيونال فوتبول تيمز (الإنجليزية)
- جيراردو أرياس على موقع Soccerway.com (الإنجليزية)